# Phare de Peñón de Vélez de la Gomera
Le Phare de Peñón de Vélez de la Gomera (ou phare du rocher de Vélez de la Gomera) est un phare situé au bout de la petite presqu'île espagnole de Peñón de Vélez de la Gomera située sur la côte nord-africaine, à 260 km à l'ouest de Melilla et à 117 km au sud-est de Ceuta. Ce rocher est une possession de l'Espagne (Plazas de soberanía) depuis 1564.
Il est géré par l'autorité portuaire de Melilla.

## Histoire
Le phare, datant de 1899, est érigé sur le côté nord de la presqu'île qui n'est habitée que par une petite garnison militaire espagnole. Le feu est monté sur un mât au coin d'une maison de gardien d'un étage en pierre, proche de la forteresse. Il émet 3 éclats blancs toutes les 20 secondes. Il a été automatisé en 1944 lors du changement de système optique. En 1984 le feu a été alimenté à l'électricité fournie par des panneaux solaires. Le site n'est accessible que par la mer mais la zone est interdite car c'est un terrain militaire protégé.
Identifiant : ARLHS : CEU010 ; ES-72660 - Amirauté : E6788 - NGA : 22812 .
|                              |
| Rocher de Velez de la Gomera |

|                 |
| Carte du Rocher |

### Liens connexes
- Liste des phares d'Espagne
- Plazas de soberanía